# Rolf Maurer
Rolf Maurer   (Hedingen, 16 d'abril de 1938 - Hedingen, 6 de juny de 2019) va ser un ciclista suís, que fou professional entre 1960 i 1969. Durant la seva carrera professional aconseguí 12 victòries. El millor any de la seva carrera fou el 1964, quan guanyà la Volta a Suïssa, el Tour de Romandia i una etapa al Giro d'Itàlia.

## Palmarès
- 1960
  - 1r al Giro del Mendrisiotto
  - Vencedor de 2 etapes de la Volta a Tunísia
- 1961
  - 1r al Campionat de Zúric
- 1963
  - Vencedor d'una etapa del Tour de Romandia
- 1964
  - 1r del Tour de Romandia
  - 1r de la Volta a Suïssa i vencedor de 2 etapes
  - Vencedor d'una etapa del Giro d'Itàlia
- 1966
  - Vencedor d'una etapa de la Tirrena-Adriàtica
- 1968
  - 1r del Tour dels Quatre-Cantons
  - 1r del Gran Premi Campagnolo
  - Vencedor d'una etapa de la Volta a Suïssa

### Resultats al Giro d'Itàlia
- 1964. 9è de la classificació general. Vencedor d'una etapa
- 1966. 10è de la classificació general
- 1967. 25è de la classificació general
- 1968. 41è de la classificació general